# Destiny (album de Saxon)
Pour les articles homonymes, voir Destiny.
Albums de Saxon
Rock the Nations
(1986) Solid Ball of Rock
(1991)
Destiny est le neuvième album studio du groupe britannique Saxon, sorti le 20 juin 1988.
Si Rock the Nations avait été mal accueilli dès sa sortie, que dire de ce "Destiny", heureusement non tragique
pour la suite de la carrière du groupe, mais une orientation musicale progressivement abandonnée pour les productions futures...

## Titres
1. Ride Like the Wind (Christopher Cross) [4 min 29 s][1]
2. Where the Lightning Strikes (Biff Byford/Paul Quinn/Graham Oliver) [4 min 19 s]
3. I Can't Wait Anymore (Biff Byford/Paul Quinn/Graham Oliver) [4 min 26 s]
4. Calm Before the Storm (Biff Byford/Paul Quinn/Graham Oliver) [3 min 46 s]
5. S.O.S. (Biff Byford/Paul Quinn/Graham Oliver) [6 min 02 s]
6. Song for Emma (Biff Byford/Stephan Galfas) [4 min 45 s]
7. For Whom the Bell Tolls (Biff Byford/Paul Quinn/Paul Johnson) [3 min 55 s]
8. We Are Strong (Biff Byford/Paul Quinn) [3 min 56 s]
9. Jericho Siren (Biff Byford/Paul Quinn/Paul Johnson) [3 min 38 s]
10. Red Alert (Biff Byford/Paul Quinn/Paul Johnson) [4 min 35 s]
11. Live Fast Die Young [3 min 47 s]
12. Rock the Nations (Live at Hammersmith) [4 min 39 s]
13. Back on the Streets (Live) [4 min 00 s]

- Trois derniers titres : bonus réédition 2001 sur label Axe Killer

## Composition du groupe
- Biff Byford (chant)
- Paul Quinn (guitare, guitare synthé)
- Graham Oliver (guitare)
- Paul Johnson (basse)
- Nigel Durham (batterie)
- Phil Caffrey, Dave Taggart, Steve Mann, George Lamb (chœurs)
- Steven Lawes-Clifford (claviers)

## Crédits
- Produit et arrangé par Stephan Galfas pour T.E. Savage Inc.
- Enregistré au Hook End Manor (Berkshire, Angleterre) par Richard Sullivan et Paul Mortimer
- Mixé aux Swanyard Studios de Londres par Ian Taylor et Stephan Galfas, assistés de Spencer Henderson et James Allen-Jones
- Gravé au Sterling Sound de New York par George Marino
- Pochette : Nigel Thomas (concept), Nic Tompkin (photos), Nexus (Graphics)